# Stigmella altella
Stigmella altella là một loài bướm đêm thuộc họ Nepticulidae. Nó được tìm thấy ở Ohio và Maine.
Sải cánh dài 5.6-6.4 mm. 

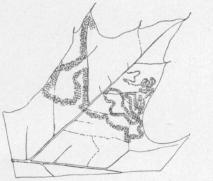
Mine

Ấu trùng ăn Quercus imbricaria và Quercus palustris.Chúng ăn lá nơi chúng làm tổ. 